# YIPF5
YIPF5 (англ. Yip1 domain family member 5) – білок, який кодується однойменним геном, розташованим у людей на короткому плечі 5-ї хромосоми. Довжина поліпептидного ланцюга білка становить 257 амінокислот, а молекулярна маса — 27 989.
| 10         |  | 20         |  | 30         |  | 40         |  | 50         |
| ---------- |  | ---------- |  | ---------- |  | ---------- |  | ---------- |
| MSGFENLNTD |  | FYQTSYSIDD |  | QSQQSYDYGG |  | SGGPYSKQYA |  | GYDYSQQGRF |
| VPPDMMQPQQ |  | PYTGQIYQPT |  | QAYTPASPQP |  | FYGNNFEDEP |  | PLLEELGINF |
| DHIWQKTLTV |  | LHPLKVADGS |  | IMNETDLAGP |  | MVFCLAFGAT |  | LLLAGKIQFG |
| YVYGISAIGC |  | LGMFCLLNLM |  | SMTGVSFGCV |  | ASVLGYCLLP |  | MILLSSFAVI |
| FSLQGMVGII |  | LTAGIIGWCS |  | FSASKIFISA |  | LAMEGQQLLV |  | AYPCALLYGV |
| FALISVF    |  |            |  |            |  |            |  |            |

A: Аланін

C: Цистеїн

D: Аспарагінова кислота

E: Глутамінова кислота

F: Фенілаланін

G: Гліцин

H: Гістидин

I: Ізолейцин

K: Лізин

L: Лейцин

M: Метіонін

N: Аспарагін

P: Пролін

Q: Глутамін

R: Аргінін

S: Серин

T: Треонін

V: Валін

W: Триптофан

Задіяний у таких біологічних процесах, як транспорт, транспорт білків, транспорт між ендоплазматичним ретикулумом і апаратом Гольджі, альтернативний сплайсинг. 
Локалізований у мембрані, ендоплазматичному ретикулумі, цитоплазматичних везикулах, апараті гольджі.